# Fankinon
A fankinon (INN: phanquinone) amőbiázis elleni szer.
Adagolás: napi 150–300 mg.

## Fizikai/kémiai tulajdonságok
Narancssárga színű, kissé keserű kristályos anyag, mely vízben kevéssé, alkoholban és kloroformban gyakorlatilag nem, híg ásványi savakban oldódik.
LD50-értéke szájon át egér esetén 4, patkány esetén 5 mg/tskg.
Előállítás: 5-metoxi-4,7-fenantrolinból salétromsav és kénsav keverékében történő hevítéssel.

## Készítmények
A nemzetközi gyógyszerkereskedelemben:
- Enthohex
- Entobex
- Entronon

Magyarországon nincs forgalomban.